# Lutzomyia brasiliensis
Lutzomyia brasiliensis är en tvåvingeart som först beskrevs av Costa Lima A. 1932.  Lutzomyia brasiliensis ingår i släktet Lutzomyia och familjen fjärilsmyggor. Inga underarter finns listade i Catalogue of Life.